# Microtus breweri
Microtus breweri és una espècie de mamífer rosegador de la família dels cricètids. És endèmic dels Estats Units.
Fou anomenat en honor del naturalista i ornitòleg estatunidenc Thomas Mayo Brewer.